# On The Move
| 専門評論家によるレビュー | 専門評論家によるレビュー |
| レビュー・スコア         | レビュー・スコア         |
| 出典                     | 評価                     |
| ------------------------ | ------------------------ |
| Allmusic                 | [ 2 ]                    |

『On The Move』（オン・ザ・ムーヴ）は、深町純のスタジオ・アルバム。アルファレコード移籍第一弾。深町純が単身でニューヨークへ乗り込み、現地のミュージシャンたちと作り上げた。参加ミュージシャンは、ほぼブレッカー・ブラザーズおよび、スタッフのメンバーである。2009年に、リマスターされ再発された。

## 解説
- 「オン・ザ・ムーヴ」には、F-16 の Touch And Go 時のアフターバーナーの音がサンプリングされ使用されている。
- 「デパーチャー・イン・ザ・ダーク」は、NHKで放送された時代劇「早筆右三郎」のタイトルバックのために作られた曲である。
- 「ホエン・アイ・ゴット・ユア・ウェイヴ - パテティック- 」は、ベートーベンのピアノソナタ「悲愴」の第二楽章をアレンジしたものである。
- かまやつひろしの曲、「W.4th st．」(アルバム:ウォーク・アゲイン)は、本アルバムの「Letter to New York」が原曲になっている。(歌詞は異なり、三浦徳子作詞)

## 収録曲
| #         | タイトル                                                  | 作詞      | 作曲      | 時間  |
| --------- | --------------------------------------------------------- | --------- | --------- | ----- |
| 1.        | 「オン・ザ・ムーヴ」(On The Move)                         | 福沢エミ  | 深町純    | 5:49  |
| 2.        | 「ユーアー・ソーリー」(You're Sorry)                      | -         | 深町純    | 6:29  |
| 3.        | 「レター・トゥ・ニューヨーク」(Letter To N.Y.)            | 福沢エミ  | 深町純    | 4:57  |
| 4.        | 「デパーチャー・イン・ザ・ダーク」(Departure In The Dark) | -         | 深町純    | 6:04  |
| 合計時間: | 合計時間:                                                 | 合計時間: | 合計時間: | 23:19 |

| #         | タイトル                                                                                    | 作詞      | 作曲                                 | 時間  |
| --------- | ------------------------------------------------------------------------------------------- | --------- | ------------------------------------ | ----- |
| 1.        | 「ダンス・オブ・パラノイア Op.2」(Dance Of Paranoia Op.2)                                   | -         | 深町純                               | 4:47  |
| 2.        | 「ホエン・アイ・ゴット・ユア・ウェイヴ - パテティック-」(When I Got Your Wave "Pathetique") | -         | ルートヴィヒ・ヴァン・ベートーヴェン | 7:13  |
| 3.        | 「アーリー・イヴニング・ララバイ」(Early Evening Lullaby)                                   | 福沢エミ  | 深町純                               | 6:57  |
| 4.        | 「デパーチャー・イン・ザ・ダーク - アゲイン」(Departure In The Dark - Again)                | -         | 深町純                               | 4:01  |
| 合計時間: | 合計時間:                                                                                   | 合計時間: | 合計時間:                            | 22:58 |

## 参加ミュージシャン
- 深町純 (Jun Fukamachi) - Yamaha CP-30(A-1,2)、シンセサイザー(A-1,3,B-1,2,3)、ピアノ(A-4,B-1,2,3,4)、メロトロン(B-1)
- リチャード・ティー (Richard Tee) - ピアノ(A-1,3)
- ウィル・リー (Will Lee) - ベース(A-1,3)
- アンソニー・ジャクソン (Anthony Jackson) - ベース(A-2,4,B-1,2,3,4)
- スティーヴ・ガッド (Steve Gadd) - ドラム(A-1,2,3,4,B-1,2,3,4)
- バリー・フィナティ (Barry Finnerty) - エレクトリック・ギター(A-1,2,3,4,B-2,3,4)
- エリック・ゲイル (Eric Gale) - エレクトリック・ギター(B-3)
- サミー・フィゲロア (Sammy Figueroa) - パーカッション(A-1,3,B-2)
- クラッシャー・ベネット ("Crusher" Bennett) - パーカッション(A-2,4,B-1,3,4)
- マイク・マイニエリ (Mike Mainieri) - ヴィブラフォン(A-2,B-2)
- ランディ・ブレッカー (Randy Brecker) - トランペット(A-1,4,B-1,2)、エレクトリック・トランペット(A-4)
- ジョージ・ヤング (George Young) - アルト・サックス(A-1,B-3)
- デイヴィッド・サンボーン (David Sanborn) - アルト・サックス(A-4,B-1,2)
- マイケル・ブレッカー (Michael Brecker) - テナー・サックス(A-1,2,3,4,B-1,2)、エレクトリック・サックス(A-3)
- バリー・ロジャース (Barry Rogers) - トロンボーン(A-1,4,B-1,2)
- ロニー・キューバー (Ronny Cuber) - バリトン・サックス(A-1,4,B-1,2)
- ラニ・グローバー (Lani Grovers) - コーラス(A-1)、ボーカル(B-3)
- ユランダ・マッカーラ (Ullanda McCullough) - コーラス(A-1)、バックグラウンド・ボーカル(A-3)
- デボラ・マクダフィ (Deborah McDuffie) - コーラス(A-1)
- ザシェリー・サンダース (Zachery Sandars) - コーラス(A-1)、リード・ボーカル(A-3)
- フランク・フロイド (Frank Floyd) - コーラス(A-1)

## 制作クレジット
- エグゼクティブ・プロデューサー - 村井邦彦、川添象郎
- プロデューサー - 深町純
- レコーディング・エンジニア - Donald Berman, Tom Milmore
- ミキシング・エンジニア - 深町純, Yasuo Morimoto, Yasuhiko Terada, Norio Yoshizawa
Mixed at Studio "A", Tokyo, May 1978
- 写真 - Ken Ohara
- イラストレーション - Stan Fernandes
- アート・ディレクション／デザイン - Ed Lee
- ライナーノーツ - 深町純 (2009年再発盤)

## 発売履歴
| 地域 | リリース日    | レーベル                       | 規格                      | カタログ番号                | 備考                       |
| ---- | ------------- | ------------------------------ | ------------------------- | --------------------------- | -------------------------- |
| 日本 | 1978年8月25日 | アルファレコード               | 30cmLP                    | ALR-6007                    | stereo                     |
| 日本 | 1978年8月25日 | アルファレコード               | カセット                  | ALR-6007                    |                            |
| 日本 | 1986年3月25日 | アルファレコード               | 12cmCD                    | 32XA-65                     |                            |
| 日本 | 2009年9月9日  | ソニー・ミュージックダイレクト | デジタルリマスター 12cmCD | MHCL-1557                   | DSD                        |
| 日本 | 2014年11月5日 | ソニー・ミュージックダイレクト | デジタル・ダウンロード    | 931881589                   | iTunes Store               |
| 日本 | 2014年11月5日 | ソニー・ミュージックダイレクト | デジタル・ダウンロード    | 4560427425740               | mora AAC-LC 320kbps        |
| 日本 | 2014年11月5日 | ソニー・ミュージックダイレクト | デジタル・ダウンロード    | A1001240104                 | レコチョク AAC 128/320kbps |
| 日本 | 2014年11月5日 | ソニー・ミュージックダイレクト | デジタル・ダウンロード    | B00OVE76YE                  | Amazon.com                 |
| 日本 | 2015年        | ソニー・ミュージックダイレクト | デジタル・ダウンロード    | -                           | AWA                        |
| 日本 | 2015年        | ソニー・ミュージックダイレクト | デジタル・ダウンロード    | Bskzpk4zdaraxke27ee6zl2n7py | Google Play Music          |
| 日本 | 2016年        | ソニー・ミュージックダイレクト | デジタル・ダウンロード    | -                           | Spotify                    |

## シングルカット
- 『On The Move』（ALR-703 1980年6月23日発売）

B面はレター・トゥ・ニューヨーク。なおA面の表題曲はシングル用に編集され、後半部分が短くなっている。

## タイアップ
| 曲名        | タイアップ                                                       |
| ----------- | ---------------------------------------------------------------- |
| On The Move | テレビ東京系『おはようスタジオ』オープニングテーマ               |
| On The Move | 東海ラジオ『ぶっつけワイド』オープニングテーマ                   |
| On The Move | FM東京『アイワサタデーアドベンチャー』オープニングテーマ曲       |
| On The Move | ラジオ大阪『歌って笑ってドンドコドン』テーマ曲                   |
| On The Move | NHK神戸FM『FMリクエストアワー/トアロードであいましょう』テーマ曲 |